# Arctosa workmani
Arctosa workmani là một loài nhện trong họ Lycosidae.
Loài này thuộc chi Arctosa. Arctosa workmani được Embrik Strand miêu tả năm 1909.